# Кастру (Парана)
Кастру (порт. Castro) — муниципалитет в Бразилии. входит в штат Парана. Составная часть мезорегиона Восточно-центральная часть штата Парана. Входит в экономико-статистический  микрорегион Понта-Гроса, который входит в Восточно-центральная часть штата Парана. Население составляет 69 472 человека на 2006 год. Занимает площадь 2531,503 км². Плотность населения — 27,4 чел./км².

## История
Город основан в 1778 году.

## Статистика
- Валовой внутренний продукт на 2003 год составляет 613 441 514,00 реалов (данные: Бразильский институт географии и статистики).
- Валовой внутренний продукт на душу населения на 2003 год составляет 9187,38 реалов (данные: Бразильский институт географии и статистики).
- Индекс развития человеческого потенциала на 2000 год составляет 0,736 (данные: Программа развития ООН).

## География
Климат местности: субтропический. В соответствии с классификацией Кёппена, климат относится к категории Cfa.